# Saint-Ouen-le-Pin
Saint-Ouen-le-Pin è un comune francese di 293 abitanti situato nel dipartimento del Calvados nella regione della Normandia.

## Società

### Evoluzione demografica
Abitanti censiti